# Ludovic Blas
Ludovic Régis Arsène Blas (Colombes, Francia, 31 de diciembre de 1997) es un futbolista francés que juega como centrocampista en el Stade Rennais F. C. de la Ligue 1 de Francia.

## Trayectoria
Tras haber empezado su carrera en el E. A. Guingamp, en septiembre de 2019 fichó por el F. C. Nantes. En su tercera temporada en el equipo marcó el único gol de la final de la Copa de Francia, siendo este el primer título que ganaba el club desde 2001. La siguiente fue la última y durante esos cuatro años consiguió 45 tantos en 159 partidos. Se marchó en julio de 2023 después de haber llegado a un acuerdo con el Stade Rennais F. C. para su traspaso.

## Clubes
| Club                | País    | Año       |
| ------------------- | ------- | --------- |
| E. A. Guingamp      | Francia | 2015-2019 |
| F. C. Nantes        | Francia | 2019-2023 |
| Stade Rennais F. C. | Francia | 2023-     |

## Palmarés

### Títulos nacionales
| Título          | Club         | País    | Año  |
| --------------- | ------------ | ------- | ---- |
| Copa de Francia | F. C. Nantes | Francia | 2022 |

### Títulos internacionales
| Título                      | Club (*)       | Sede     | Año  |
| --------------------------- | -------------- | -------- | ---- |
| Campeonato de Europa Sub-19 | Francia sub-19 | Alemania | 2016 |

(*) Incluyendo la selección.